# 35S busz (Debrecen)
A debreceni 35S jelzésű autóbusz a Dobozi lakótelep és a Segner tér között közlekedett hétköznapokon és hétvégén esténként.
Az autóbusz 2009. július 1-jén indult részben a megszűnt 28-as busz útvonalán, és 2010 júliusában szűnt meg az újrainduló 4-es trolibusz miatt.

## Történet
2009. július 1-jén a 28-as, illetve a józsai járatokat (34, 35, 35Y, 36) összevonták, így a 28-as busz megszűnt, a józsai járatok belső végállomása pedig a Dobozi lakótelep lett. Ezzel a változtatással a józsai járatok egyik végállomása sem volt decentreum. A DKV a 34-es, 35-ös, 35Y és 36-os vonalra be- és kiálló járatokat a Segner téri decentrum és a Dobozi lakótelep között 35S jelzéssel közlekedtette. 2010. július 12-től menetrendváltoztatást hajtott végre járatain. A józsai járatok a Segner térig rövidültek, így a belvárosi szakasz és a 35S járat megszűnt. Helyette a 2D és az újrainduló 4-es trolibuszt indították el a Segner tér és a Dobozi lakótelep között.

## Útvonala
| Segner tér felé: | Dobozi lakótelep felé: |
| --- | --- |
| Dobozi lakótelep vá. – Víztorony utca – Ótemető utca – Rakovszky Dániel utca – Hajnal utca – Faraktár utca – Kossuth utca – Széchenyi utca – Nyugati utca – Segner tér vá. | Segner tér vá. – Nyugati utca – Széchenyi utca – Kossuth utca – Faraktár utca – Hajnal utca – Munkácsy Mihály utca – Víztorony utca – Dobozi lakótelep vá. |

## Megállóhelyei
| 0  | Dobozi lakótelep               | 10 | 2, 3E 34, 35, 35Y, 36, 43                                                                |
| 1  | Brassai Sámuel Szakközépiskola | ∫  | 2, 3E 34, 35, 35Y, 36, 43                                                                |
| 2  | Ótemető utca                   | ∫  | 2, 3E 19, 34, 35, 35Y, 36, 43                                                            |
| ∫  | Munkácsy Mihály utca           | 9  | 2, 3E 34, 35, 35Y, 36, 43                                                                |
| 4  | Benedek Elek tér               | ∫  | 2 16, 19, 21, 34, 35, 35Y, 36                                                            |
| 6  | Faraktár utca                  | ∫  | 19, 25, 25Y, 34, 35, 35Y, 36, 37, 41, 41Y, 45                                            |
| ∫  | Bányai Júlia Általános Iskola  | 6  | 3E 19, 25, 25Y, 34, 35, 35Y, 36, 41, 41Y, 45                                             |
| 8  | Csokonai Színház               | 4  | 3, 3E 11, 11Y, 19, 25, 25Y, 31, 34, 35, 35Y, 36, 41, 41Y, 45                             |
| 10 | Hal köz                        | ∫  | 3, 3E 10, 10Y, 14, 25, 25Y, 32, 34, 35, 35Y, 36, 41, 41Y, 45                             |
| 11 | Helyközi autóbusz-állomás      | 2  | 3, 3E 10, 10Y, 14, 19, 25, 25Y, 32, 34, 35, 35Y, 36, 41, 41Y, 45                         |
| 13 | Segner tér                     | 0  | 2, 3, 3E 10, 10Y, 13, 14, 17, 17A, 17Y, 20, 25, 25Y, 32, 33, 34, 35, 35Y, 36, 42, 45, 46 |